# Holzhof (Hoflößnitz)
Der ehemalige Holzhof der Hoflößnitz lag südlich unterhalb unmittelbar an der Hoflößnitz, westlich des zum Weinbergschloss führenden Aufgangs. Das Anwesen ist unter der Adresse Lößnitzgrundstraße 23 im Stadtteil Oberlößnitz der sächsischen Stadt Radebeul zu finden. Es ist Bestandteil der denkmalpflegerischen Sachgesamtheit (Ensembleschutz) der Hoflößnitz wie auch der umgebenden denkmalgeschützten Weinbergslandschaft der Hoflößnitz als Werk der Landschafts- und Gartengestaltung und ist mit dieser ein Teil des Denkmalschutzgebiets Historische Weinberglandschaft Radebeul. Das zum Holzhof gehörende, ehemalige Winzerhaus steht unter Denkmalschutz.

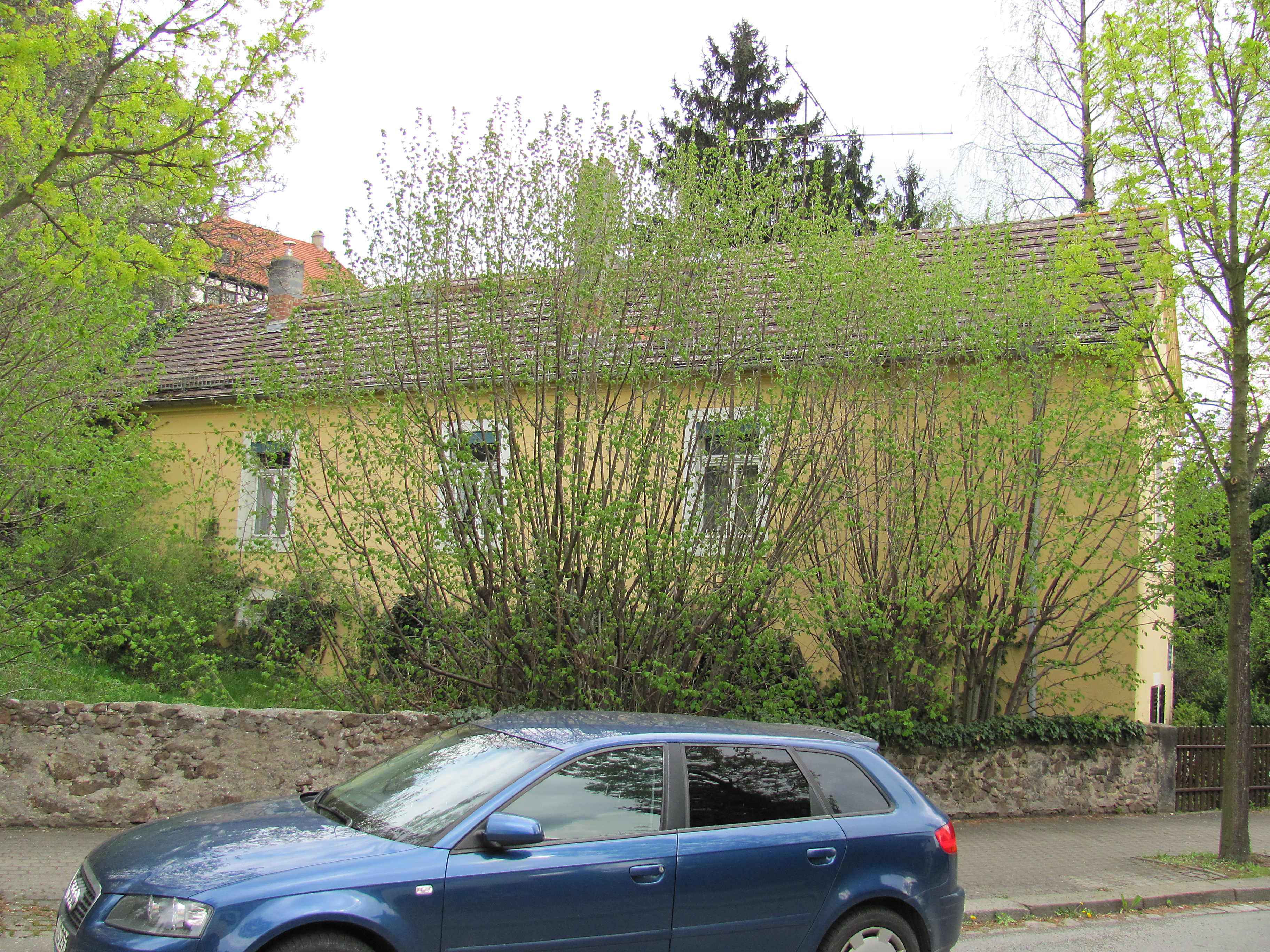
Winzerhaus des Holzhofs Hoflößnitz

## Beschreibung

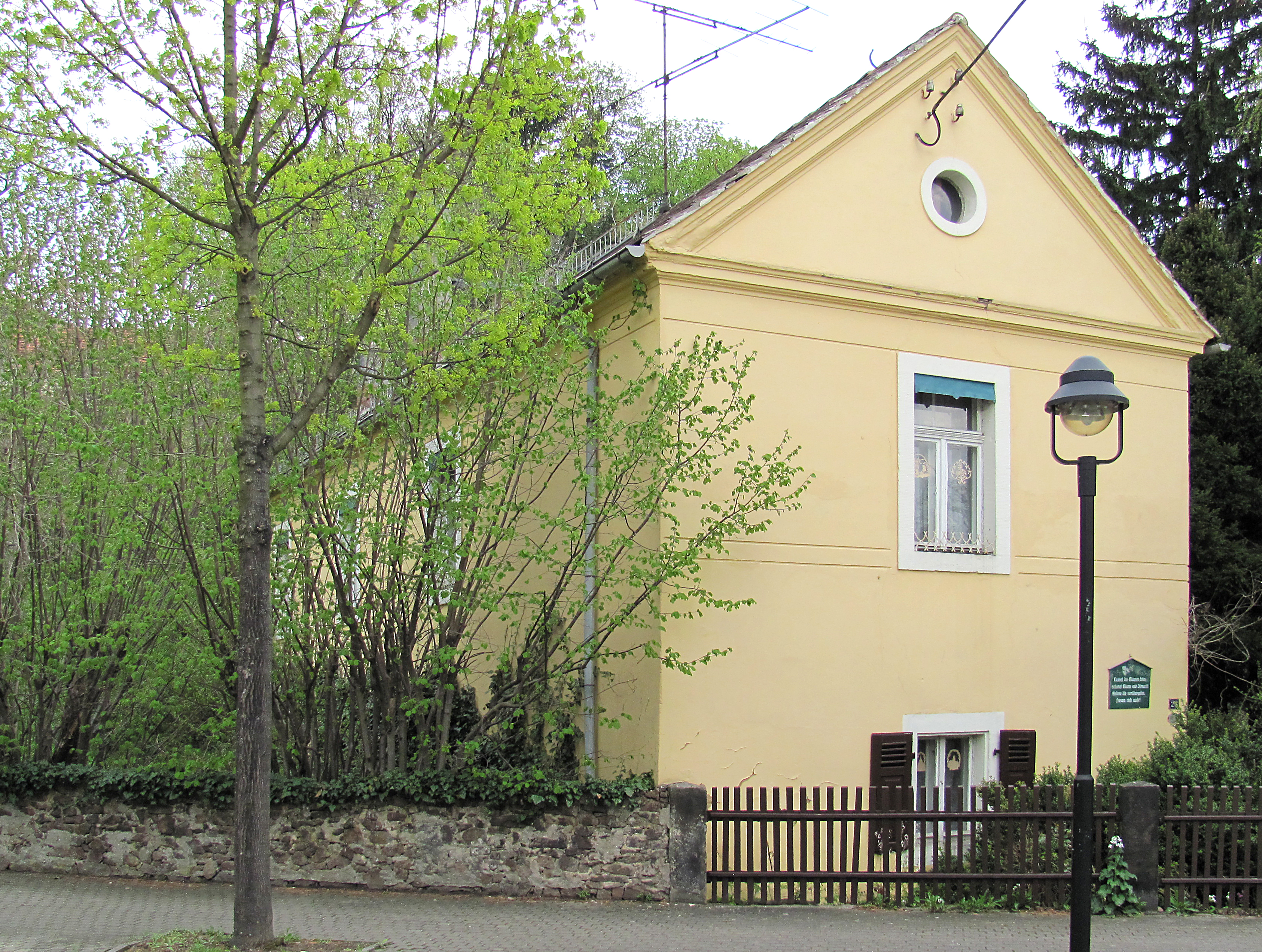
Winzerhaus des Holzhofs Hoflößnitz

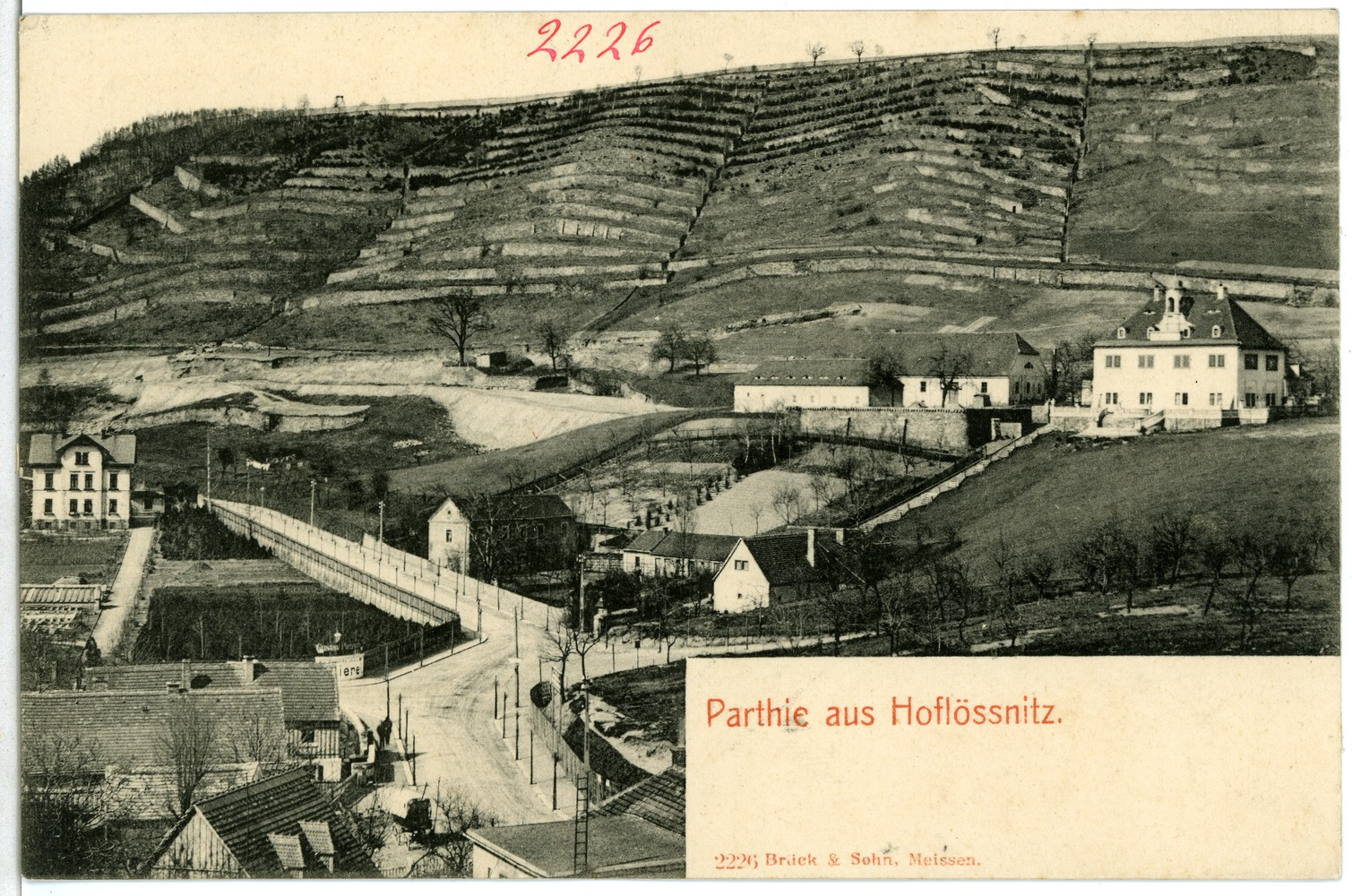
Hoflößnitz 1901: Unten links der Mitte der zur Straße giebelständige Holzhofbau

Der Aufstellung der heute erhaltenen Gebäude südlich der Hoflößnitz nach lag das Winzerhaus des Holzhofes wohl am westlichen Rand desselben. Es stammt im Kern aus dem 18. Jahrhundert und wurde 1891 von ein auf zwei Geschosse aufgestockt und dabei im Auftrag des aus Dresden stammenden Fächerfabrikanten Adolf Bruno Zeibig zu Wohnzwecken umgebaut.
Das Gebäude stellt sich heute als kleineres, bescheiden ländliches Wohnhaus mit ziegelgedecktem Satteldach dar. Es steht mit der Schmalseite, die einen Dreiecksgiebel zeigt, nach Süden nahe an der Grundstücksgrenze. Die Fenster des verputzten Gebäudes werden durch Sandsteingewände eingefasst, im Erdgeschoss zusätzlich von Fensterläden. Im Obergeschoss finden sich Putznutungen in der Art von Fensterbankgesimsen.
Die Einfriedung des kleinen Vorgartens erfolgt durch Holzzaunfelder zwischen Sandsteinpfeilern.